# 1870 en musique
| \| • Retour à la chronologie générale de la musique populaire • \| |
| XXIe siècle • XXe siècle • XIXe siècle • XVIIIe siècle XVIIe siècle • XVIe siècle • XVe siècle • XIVe siècle XIIIe siècle • XIIe siècle • XIe siècle • Xe siècle IXe siècle • VIIIe siècle • Haut Moyen Âge • Rome • Grèce |
| • Retour à la chronologie générale de la musique populaire • |

| • Retour à la chronologie générale de la musique populaire • |

| Années de la musique populaire : 1867 - 1868 - 1869 - 1870 - 1871 - 1872 - 1873    |
| Décennies de la musique populaire : 1840 - 1850 - 1860 - 1870 - 1880 - 1890 - 1900 |

## Événements

### Argentine
- Vers 1870 : des émigrants et des marins allemands et italiens introduisent le bandonéon en Argentine ; cet instrument est utilisé pour le tango, genre alors naissant [1].

### France
- Les soldats du département du Nord partant pour la guerre font du P'tit Quinquin leur chanson de marche.
- Le Régiment de Sambre-et-Meuse, chant patriotique français composé par Robert Planquette sur des paroles de Paul Cézano, arrangé en marche militaire par François-Joseph Rauski.
- Drapeau rouge, chanson militante française composée par Justin Bailly, qui se chante sur l'air du Chant du départ.
- Le Sire de Fisch Ton Kan, chanson attaquant Napoléon III, écrite par Paul Burani sur une musique d'Antonin Louis, créée par Joseph Arnaud au Théâtre de l'Ambigu.

### États-Unis
- Date précise inconnue : 
  - années 1870 : The Old Chisholm Trail, chanson de cowboy.
  - vers 1870 : 
    - débuts de la danse cake-walk, qui influencera le jazz ragtime.
    - Wesley Duke, dit West Duke, est le premier leader noir d'un orchestre noir à Memphis (Tennessee)[2].

### Suisse
- Le Locle accueille la Fête fédérale des musiques, festival de fanfares, harmonies et brass bands.

## Naissances
- 12 février : Marie Lloyd, chanteuse de music-hall et actrice anglaise, morte en 1922.
- 27 mars : William Tyers, pianiste et compositeur américain de musique ragtime, mort en 1924.
- 1er avril : Esther Lekain, chanteuse française, morte en 1960.
- 12 avril : Eugénie Fougère, chanteuse et danseuse de music-hall († après 1934).
- 15 avril : Adeline Lanthenay, chanteuse de café-concert et artiste de revue française, morte en 1952.
- 11 mai : Henri Vilbert, chanteur de café-concert comique-troupier et comédien français, mort en 1926.
- 17 juillet : Harry P. Guy, pianiste et compositeur américain de musique ragtime, mort en 1950.
- 1er août : Georges Millandy, nom d'artiste de Maurice Nouhaud, parolier français, auteur de chansons et interprète, mort en 1964.
- 9 août : Adolphe Bérard, chanteur français, mort en 1946[3].
- 21 novembre : Gaston Dona, chanteur de café-concert français († 14 avril 1957).
- 13 décembre : George Chepfer, chansonnier et humoriste français, actif à Paris et en Lorraine, mort en 1945.
- 15 décembre : Dufleuve, chanteur de café-concert et auteur de chansons français, mort en 1945.

- Date précise inconnue :
  - Samuel Cohen, musicien moldave, installé en Palestine, compositeur de la musique de l'hymne national de l'État d'Israël, mort en 1940.
  - Mohamed Ben Teffahi, musicien de gharnati algérien, mort en 1944.

## Décès

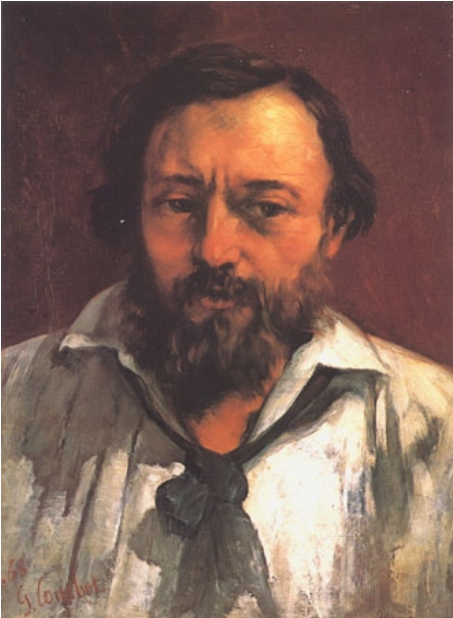
Portrait de Pierre Dupont par Gustave Courbet, Staatliche Kunsthalle à Karlsruhe

- 24 avril : Charles Wérotte, chansonnier belge de langue wallonne, né en 1795.
- 25 juillet : Pierre Dupont, chansonnier, poète et goguettier français, né en 1821.
- 12 septembre : Charles Colmance, chansonnier et goguettier français, né en 1805.
- 15 septembre : Alexandre Flan, chansonnier, vaudevilliste, poète et goguettier français, né en 1827.
- 21 novembre : Karel Jaromír Erben, poète tchèque, collecteur de chansons populaires tchèques († 7 novembre 1811).